# Сондкова
Сондкова (пол. Sądkowa) — село в Польщі, у гміні Тарновець Ясельського повіту Підкарпатського воєводства.
Населення — 561 особа (2011).
У 1975-1998 роках село належало до Кросненського воєводства.

## Демографія
Демографічна структура станом на 31 березня 2011 року:
|          | Загалом | Допрацездатний вік | Працездатний вік | Постпрацездатний вік |
| -------- | ------- | ------------------ | ---------------- | -------------------- |
| Чоловіки | 262     | 47                 | 177              | 38                   |
| Жінки    | 299     | 54                 | 169              | 76                   |
| Разом    | 561     | 101                | 346              | 114                  |